# Rudolf Batz
Rudolf Batz (ur. 10 listopada 1903, zm. 8 lutego 1961 w Wuppertal) – oficer SS, członek NSDAP od 1933 r., ostatni znany stopień – SS-Obersturmbannführer i nadradca regencyjny.
Po studiach prawniczych Batz pracował do 1935 w biurze adwokackim; w lipcu 1935 wstąpił do Gestapo; w grudniu 1935 – przyjęty do SD; do 1939 pełnił funkcje w Gestapo we Wrocławiu, Linzu i Hanowerze, ostatnio jako SS-Hauptsturmführer; 1940/1941 pracował przy dowódcy policji bezpieczeństwa i SD w Holandii; od czerwca 1941 do listopada 1941 uczestniczył w morderstwach popełnianych przez Einsatzgruppe A na okupowanych terenach Związku Radzieckiego; w 1942 był Sturmbannführerem i komendantem policji bezpieczeństwa i SD w Krakowie.